# القنب الهندي في اليمن
القنب الهندي في اليمن غير قانوني، وهو أقل شيوعًا من القات.

## التاريخ
تم إدراج القنب الهندي كأحد المنتجات الزراعية لليمن خلال الدولة الرسولية (1229-1454).

## الاقتصاد
اليمن هو المصدر الرئيسي للمخدرات في المملكة العربية السعودية.
في عام 2007، كان اليمن المنتج الخامس عشر الأكثر إنتاجًا للحشيش، الذي يحتوي على 0.4٪ من الحشيش المصادَر على مستوى العالم.